# گروه نیوال
گروه نیوال (انگلیسی: Naval Group) شرکت صنایع جنگ‌افزاری فرانسوی است، که در زمینه طراحی و ساخت کشتی جنگی و موتورهای دریایی، کشتی‌سازی، ارائه خدمات مهندسی هسته‌ای و مهندسی فراساحلی فعالیت می‌نماید.
شرکت نیوال در سال ۱۶۳۱ به دستور نخست‌وزیر فرانسه کاردینال ریشلیو تأسیس شد. دفتر مرکزی این شرکت در شهر پاریس قرار دارد. دولت فرانسه با در اختیار داشتن ۶۳٪ و گروه تالس با ۳۵٪ مالکان این شرکت بشمار می‌آیند.